# Tudiclidae
Tudiclidae zijn een familie van weekdieren uit de klasse van de Gastropoda (slakken).

## Geslachten
- † Cophocara Stewart, 1927
- † Heteroterma Gabb, 1869
- † Nekewis Stewart, 1927
- † Rapopsis Saul, 1988
- Tudicla Röding, 1798
- † Tudiclana Finlay & Marwick, 1937

### Synoniemen
- Pyrella Swainson, 1835 => Tudicla Röding, 1798
- Spirillus Schlüter, 1838 => Tudicla Röding, 1798
- Tudicula de Ryckholt, 1862 => Tudicla Röding, 1798